# Grand-Saint-Esprit
Grand-Saint-Esprit è un comune del Canada, situato nella provincia del Québec, nella regione di Centre-du-Québec.